# Khub Chand
Khub Chand fue un diplomático, indio.
- En 1935 entró al Indian Civil Service (British India).
- De 1935 a 1939 fue asignado magistrado de enlace de Uttar Pradesh, Distrito de Shahjahanpur, Moradabad y adicional magistrado del distrito, Kanpur y Asistente Comisionado en Lucknow.
- De 1939 a 1943 fue secretario adjunto del gobierno de Victor Hope
- De 1943 a 1945 fue Magistrado de Azamgarh.
- De 1945 a 1947 fue Controlador de Alimentos en  Uttar Pradesh
- 1947 fue Secretario adjunto del Gobierno de Luis Mountbatten.

- En 1949 fue jefe de la misión de la India ante la Allied High Commission cerca de Bonn.
- De 1950 a 1952 fue Alto Comisionado en Karachi.
- De 1952 a 1955 fue enviado en Bagdad a partir de 1954 con coacredición en Amán.
- De 1955 a 1957 fue secretario de enlace del Ministerio de Asuntos Exteriores.
- De 1957 a 1960 fue embajador en Roma con coacredición en Tirana.
- De 1960 a 1962 fue Alto Comisionado en Acra (Ghana) con coacredición en Freetown(Sierra Leona),  Lagos (Nigeria), como embajador en Monrovia (Liberia), Conakri (Guinea) y Bamako (Malí) y delegado en Abiyán (Costa de Marfil) y Uagadugú (Alto Volta).
- De 1962 a 1964 fue embajador en Estocolmo con coacredición en Helsinki.
- De 1966 a 1967 fue embajador en Beirut con coacredición en Amán, Ciudad de Kuwait y Alto Comisionado en Nicosia.
- De 1967 a 1972 fue embajador en Bonn.
- De 1984 a 1988 fue profesor de Geopolítica en la Universidad de Delhi.[1]